# San Cristóbal Amatlán
San Cristóbal Amatlán är en kommunhuvudort i Mexiko.   Den ligger i kommunen San Cristóbal Amatlán och delstaten Oaxaca, i den sydöstra delen av landet, 500 km sydost om huvudstaden Mexico City. San Cristóbal Amatlán ligger 1 733 meter över havet och antalet invånare är 3 539.
Terrängen runt San Cristóbal Amatlán är lite bergig. Runt San Cristóbal Amatlán är det tätbefolkat, med 308 invånare per kvadratkilometer. Närmaste större samhälle är San Pedro Mixtepec, 14,2 km öster om San Cristóbal Amatlán. I omgivningarna runt San Cristóbal Amatlán växer huvudsakligen savannskog.